# Stockholm International Peace Research Institute
Het Stockholm International Peace Research Institute (SIPRI) is een onafhankelijk internationaal instituut gevestigd in Stockholm, Zweden. Het instituut werd op 6 mei 1966 opgericht. Het doet wereldwijd onderzoek naar geweld, bewapening, wapenbeheersing en ontwapening. Het verzamelt hiervoor gegevens, doet onderzoek en stelt informatie beschikbaar aan regeringen, politici, onderzoekers, media en het publiek. SIPRI maakt uitsluitend gebruik van publieke informatie.

## Activiteit
De kerntaak van de organisatie is het uitvoeren van onderzoek naar ontwikkelingen rondom conflicten en samenwerking die van belang zijn voor de internationale vrede en veiligheid, met als doel bij te dragen aan de kennis over de voorwaarden voor vreedzame oplossingen voor internationale conflicten en duurzame vrede.
SIPRI staat in de top drie van de beste niet-Amerikaanse denktanks zoals gerangschikt door het University of Pennsylvania Lauder Institute in het Global Go To Think Tanks Report. In 2020 stond SIPRI op de 34e plek in de mondiale ranglijst voor denktanks.

## Geschiedenis
In 1964 deed de Zweedse minister-president Tage Erlander het voorstel voor een onderzoeksinstituut om 150 jaar vrede in Zweden te herdenken. Een Zweedse commissie kwam twee jaar later met het voorstel het Stockholm International Peace Research Institute op te richten. De Rijksdag nam het voorstel over en op 1 juli 1966 was SIPRI een feit en kreeg de wettige status van een onafhankelijk stichting. Het door het instituut vervaardigde onderzoek moet bijdragen aan "het begrip van de benodigde voorwaarden voor stabiele vrede en voor vredige oplossingen van internationale conflicten".

## Organisatie
Bij het instituut werken ongeveer 100 personen. Zij verzamelen gegevens, analyseren deze en publiceren de uitkomsten in diverse publicaties. Deze activiteiten worden zowel bekostigd door overheden alsmede via particuliere donaties.

### Raad van bestuur
De huidige leden van de raad van bestuur zijn:
- Stefan Löfven (Zweden), oud-premier van Zweden, sinds 1 juni 2022 voorzitter van de SIPRI raad van bestuur.[6]
- Dr. Mohamed Ibn Chambas (Ghana), voormalig bijzonder vertegenwoordiger van de VN Secretaris-Generaal voor West-Afrika en hoofd van het VN-Bureau voor West-Afrika (UNOWAS).
- Ambassadeur Chan Heng Chee (Singapore), speciaal gezant, ministerie van Buitenlandse Zaken van Singapore.
- Jean-Marie Guéhenno (Frankrijk), Senior Advisor, Centre for Humanitarian Dialogue en lid van de UN Secretary General High-Level Advisory Board on Mediation.[7]
- Dan Smith (Verenigd Koninkrijk), Directeur, SIPRI.[8]
- Patricia Lewis (Verenigd Koninkrijk/Ierland), Research Director, Chatham House.[9]
- Radha Kumar (India), voorzitter.
- Jessica Tuchman Mathews (Verenigde Staten), voormalig president van Carnegie Endowment for International Peace, en huidig Distinguished Fellow.[10]
- Feodor Voitolovsky (Rusland), Director, Primakov Institute of World Economy and International Relations (IMEMO), Russian Academy of Sciences.[11]

Voormalig voorzitters van de raad van bestuur:
- Alva Myrdal (1966–1967)
- Gunnar Myrdal (1967–1973)
- Rolf Edberg (1974–1978)
- Hans Blix (1978)
- Karin Söder (1978–1979)
- Rolf Björnerstedt (1979–1985)
- Ernst Michanek (1985–1987)
- Inga Thorsson (1987–1991)
- Daniel Tarschys (1992–2000)
- Rolf Ekeus (2000–2010)
- Göran Lennmarker (2010–2014)
- Sven-Olof Petersson (2014–2017)
- Jan Eliasson (2017–2022)

### Publicaties en databanken

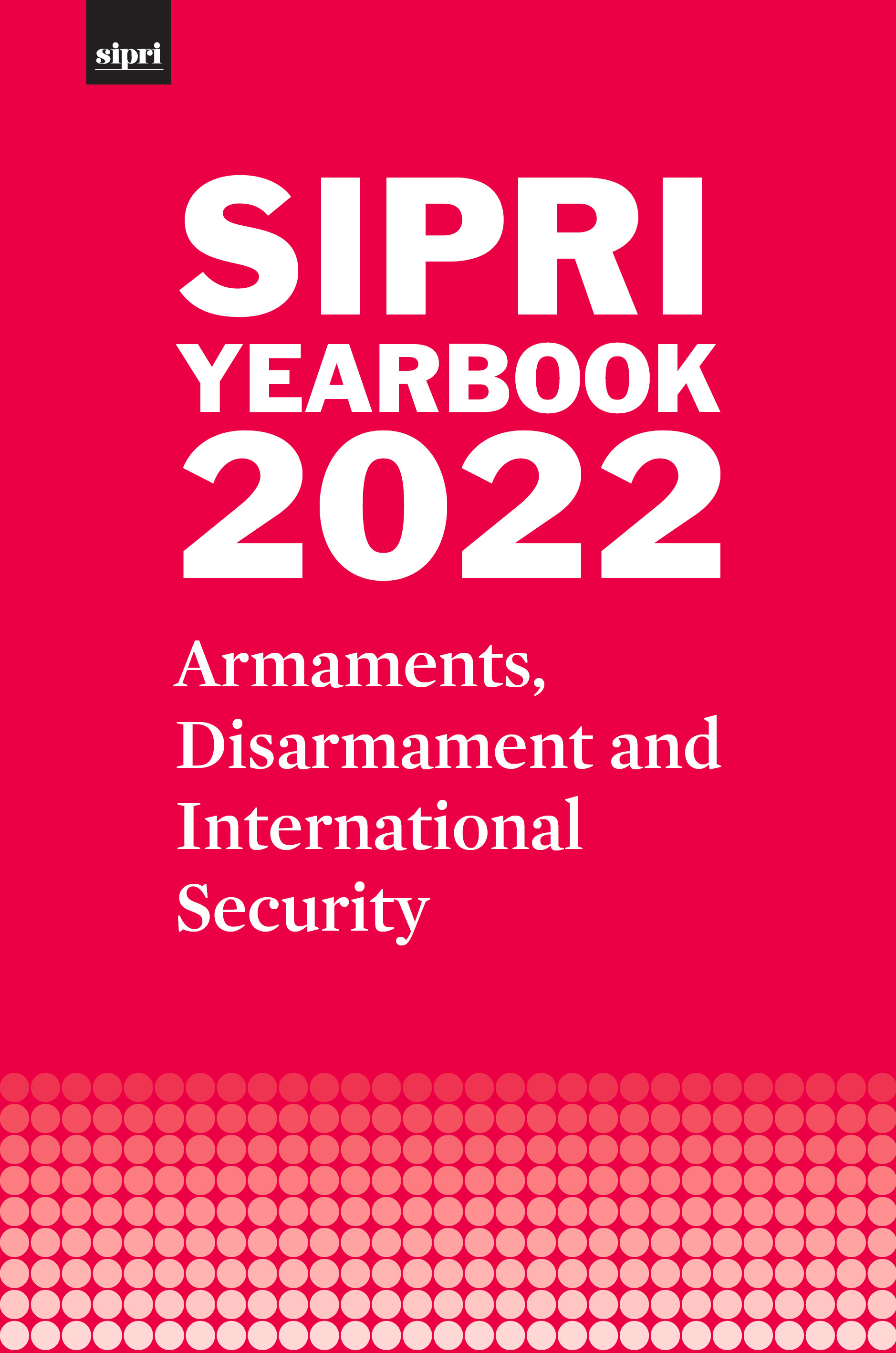
SIPRI Jaarboek 2022

De bekendste publicatie is het SIPRI Jaarboek. Vanaf 1969 wordt dit rapport gepubliceerd en geeft veel informatie over wereldwijde militaire uitgaven, internationale wapenhandel, wapenproductie, kernwapens, gewapende conflicten en multilaterale vredesoperaties.
Deze informatie is ook meer gedetailleerd opgenomen in diverse databanken, zoals:
- Militaire uitgaven: geeft een overzicht van de militaire uitgaven van 172 landen sinds 1988.
- Wapenleveringen: toont alle internationale leveringen van conventionele wapens sinds 1950.
- Wapenembargo's: geeft informatie over alle wapenembargo's die zijn opgelegd door internationale organisaties zoals de Europese Unie of de Verenigde Naties (VN) of door een groep landen. Alle embargo's die van kracht zijn of sinds 1998 van kracht waren, staan in deze databank.
- Multilaterale vredesoperaties: bevat informatie over alle VN- en niet-VN-vredesoperaties sinds 2000.